# Aceuchal
Aceuchal – gmina w Hiszpanii, w Estremadurze, w prowincji Badajoz. W 2008 roku liczyła 5518 mieszkańców.